# الصحة النفسية في أيرلندا
الصحة النفسية في جمهورية إيرلندا هي موضوع تدخل من الدولة وقطاع المجتمع في إيرلندا. تُفَوِّض الدولة الإيرلندية مسؤولية الصحة النفسية إلى وزارة الصحة. كما تقدم الجماعات المجتمعية والمؤسسات الخيرية دعمًا في مجال الوقاية من الأمراض النفسية وإدارتها، بالإضافة إلى الوقاية من الانتحار.

## استراتيجية الحكومة
اعتبارًا من سنة 2022، تتولى ماري باتلر، نائبة في البرلمان، منصب وزيرة الدولة في وزارة الصحة المسؤولة عن الصحة النفسية وكبار السن. تُقَدَّم الخدمات الصحية من قبل الهيئة التنفيذية للخدمات الصحية .

### المؤسسة الوطنية لأبحاث الانتحار
تتولى المؤسسة الوطنية لأبحاث الانتحار قيادة البحث في موضوع علم الانتحار.

## المنظمات غير الحكومية
شاركت عدد من المنظمات غير الحكومية تاريخيًا في تقديم الخدمات الصحية والتعليمية، بما في ذلك من خلال الرهبانيات الدينية والجماعات الكنسية. وقد تم تسليط الضوء على تأثير خدمات الصحة النفسية من خلال الأبحاث والتقارير الإعلامية في العقود الأخيرة، وتم إنشاء عدد من المنظمات للتعامل مع هذا المجال.

### آمين
"آمين" (amen.ie) هي مؤسسة خيرية تقع في نافان، مقاطعة ميث، تعمل مع ضحايا العنف الأسري من الذكور.  تعاملت المؤسسة مع أكثر من 3600 حالة في سنة 2009. وقد حصلت المنظمة على جائزة "شخصية العام" وجائزة "إمباكت إيرلندا" سنة 2016.
أوير
"أوير" هي منظمة تطوعية تهدف إلى مساعدة الأشخاص المتأثرين بالاكتئاب. تأسست سنة 1985 على يد مجموعة من المرضى وأقاربهم ومهنيي الصحة.
كونسول
كانت "كونسول" مؤسسة خيرية تقدم خدمات للمصابين بفقدان أحبائهم نتيجة الانتحار، بما في ذلك خط هاتف للانتحار يعمل على مدار الساعة، وخدمة للتواصل مع المفجوعين، وخدمة استشارية لهم.
حصل مؤسسها، بول كيلي، على جائزة "شخصية العام" سنة 2014. وظهرت تقارير في سنة 2016 تفيد بسوء إدارة الجمعية، وتم إغلاقها. تم تعيين الناشط ديفيد هول مديرًا تنفيذيًا مؤقتًا خلال عملية التصفية. كما تم تعيين هيئة وطنية لتنظيم الجمعيات الخيرية في نفس السنة.

### لعب الدَرّاجة ضد الانتحار
"دَرّاجة ضد الانتحار" هي منظمة تهدف إلى رفع الوعي وتقديم الدعم للأشخاص الذين يعانون من مشكلات في الصحة النفسية. تم إصدار ألبوم تجميعي بعنوان أشياء بسيطة سنة 2013 لصالح المؤسسة.

### ورش للرجال
"رابطة ورش الرجال الإيرلندية" هي منظمة غير ربحية تروّج للصحة النفسية الجيدة من خلال إنشاء ورش يلتقي فيها الرجال لإنشاء مشاريع. تشمل المشاريع النجارة، والإلكترونيات، وصناعة المربّى، ويتم اختيارها من قبل المشاركين أنفسهم. وقد حصلت المنظمة على جائزة "شخصية العام". يستخدم أكثر من 10,000 رجل أكثر من 300 ورشة.
نايتلاين
"نايتلاين" هو الاسم الذي يُطلق على خدمات الاستماع السرّي والمجهول طوال الليل، والتي تقدم الدعم العاطفي والمعلومات والإمدادات، ويقوم بها طلاب من أجل طلاب في الجامعات حول العالم. تُعدّ كل "نايتلاين" منظمة مستقلة، لكنها مرتبطة برابطة "نايتلاين" التي تعمل كمنظمة مظلة لتسهيل التعاون بين تلك الخدمات في بريطانيا وإيرلندا.

### بيت بيتا
"بيت بيتا" تتعامل مع الوقاية من الانتحار وتقديم المشورة لأولئك الذين فقدوا أحبائهم بسبب الانتحار. يُقام سنويًا فعالية "من الظلام إلى النور" في مواقع مختلفة في إيرلندا والعالم لجمع التبرعات لصالح المؤسسة.

### منظمات أخرى
يدير "الإخوة المستشفَون للقديس يوحنا الإلهي" مؤسسات في إيرلندا منذ سنة 1882. كما تدير مؤسسة "السّامريون" خط هاتف للوقاية من الانتحار. "أنقذوا أبناءنا وبناتنا" هي وكالة للوقاية من الانتحار والمواساة تأسست سنة 2006. تعمل منظمات دولية مثل "مدمنو المخدرات المجهولون" و"مدمنو الكحول المجهولون" في إيرلندا. مركز "روتلاند"، الذي أسسته المتعافية من الإدمان ، يعالج مدمني القمار والمخدرات والكحول.

## الصحة النفسية لدى الشباب
"جيغسو" هو المركز الوطني للصحة النفسية للشباب. يتعامل موقع ReachOut.com مع الشباب من عمر 12 إلى 25 عامًا (سابقًا من 15 إلى 25). تدير "تشايلدلاين" خط هاتف وخدمة دردشة عبر الإنترنت للمراهقين تحت سن 18.
"بودي وايز" تقدم دعمًا عبر الإنترنت يركز على قضايا اضطرابات الأكل. "الأطفال المعرضون للخطر في إيرلندا" هي منظمة تقدم العلاج والمشورة لضحايا الاعتداء الجنسي على الأطفال.

## الصحة النفسية بين الذكور
في الوقت الراهن في إيرلندا، هناك جهد كبير لإزالة وصمة العار المرتبطة بالصحة النفسية وزيادة الوعي بالوباء الواسع النطاق لمشكلات الصحة النفسية بين الذكور (أكثر من أربعة من كل خمسة حالات انتحار في إيرلندا هم من الذكور).